# Peromyscus grandis
Peromyscus grandis är en däggdjursart som beskrevs av Candice M. Goodwin 1932. Peromyscus grandis ingår i släktet hjortråttor och familjen hamsterartade gnagare. IUCN kategoriserar arten globalt som nära hotad. Inga underarter finns listade i Catalogue of Life.
Arten blir 12,1 till 15,1 cm lång (huvud och bål), har en 12,7 till 17,7 cm lång svans och väger 48 till 82 g. Bakfötterna är 2,8 till 3,5 cm långa och öronen är 2,4 till 2,6 cm stora. Den tjocka pälsen på ovansidan har en svartbrun färg och den blir mer ockra på kroppens sidor. Undersidan är täckt av ljusbrun päls. Många exemplar har en orangebrun strimma på undersidan. På svansen förekommer bara några glest fördelade hår och den kan vara ljusare på undersidan. Den främre delen av foten med tårna är vit och den bakre delen är mörk.
Arten förekommer i centrala Guatemala. Den vistas i bergstrakter mellan 1200 och 2700 meter över havet. Peromyscus grandis vistas i molnskogar och föredrar där vattendragens kanter eller sänkor med ormbunkar och mossa. Arten besöker även angränsande landskap som uppkom efter skogsavverkningar. En upphittad hona var dräktig med två ungar.
Peromyscus grandis går främst på marken. Den äter gröna växtdelar.